# Pier Luigi Bersani
Pour les articles homonymes, voir Bersani.
Pier Luigi Bersani, né le 29 septembre 1951 à Bettola, est un homme politique italien, membre du Parti démocrate (PD).
Membre du Parti communiste italien (PCI), puis des Démocrates de gauche (DS), il devient président de l'Émilie-Romagne en 1993. Trois ans plus tard, il est nommé ministre de l'Industrie après la victoire du centre gauche aux élections générales de 1996, puis ministre des Transports en 1998.
Député d'opposition au président du Conseil, Silvio Berlusconi, entre 2001 et 2004, il est élu cette année au Parlement européen. Il est, par la suite, nommé ministre du Développement économique après le retour au pouvoir du centre gauche, en 2006, et assume cette charge jusqu'en 2008, après la large victoire de la droite aux élections anticipées. L'année suivante, à l'issue d'une élection ouverte à tous les Italiens, il devient secrétaire du Parti démocrate (PD).
En 2012, candidat aux primaires de l'alliance Italie. Bien commun, il s'impose, étant ainsi investi candidat à la présidence du Conseil pour les élections générales de février 2013. Lors du scrutin, sa coalition obtient la majorité absolue des sièges à la Chambre des députés, mais ne semble disposer que de la seule majorité relative au Sénat de la République. Il est cependant chargé, le mois suivant, de trouver une majorité dans le dessein de former le prochain gouvernement italien, mais échoue.
Il démissionne du secrétariat du PD le 19 avril suivant, ayant échoué par deux fois à faire élire le candidat du parti à la présidence de la République.

## Biographie

### Formation
Titulaire d'une licence de philosophie, obtenue à l'université de Bologne, il exerce très brièvement le métier d'enseignant, avant de se consacrer à la vie politique. En 1966, il fait partie de ces jeunes étudiants qui interviennent à la suite des inondations à Florence, dans le but de sauver le plus grand nombre d'œuvres d'art, gagnant ainsi le surnom « d'anges de la boue » (angeli del fango).

### Du PCI au PDS
Après avoir été vice-président de la communauté de montagne (Comunità montana) Appenin-Plaisance dans sa jeunesse, il est élu conseiller régional d'Émilie-Romagne sous les couleurs du Parti communiste italien (PCI). Au début des années 1990, il est promu vice-président de la Région et adhère au Parti démocrate de la gauche (PDS), qui succède alors au PCI. Il est par la suite membre des Démocrates de gauche, qui succèdent en 1998 au PDS.
Le 6 juillet 1993, Pier Luigi Bersani succède à Enrico Boselli comme président de l'Émilie-Romagne, à 41 ans. Il remporte facilement un second mandat aux élections régionales du 23 avril 1995 dès le premier tour, avec 53,8 % des voix en faveur de la liste du « Projet démocratique », soit une avance de vingt-deux points sur le centre droit.

### Au gouvernement, entre 1996 et 2001
Il doit démissionner presque un an plus tard, lorsqu'il est nommé, le 17 mai 1996, ministre de l'Industrie, du Commerce et de l'Artisanat dans le gouvernement de coalition de centre gauche dirigé par Romano Prodi. Maintenu en fonction par son successeur, Massimo D'Alema, il est finalement changé de poste et devient, le 22 décembre 1999, ministre des Transports et de la Navigation. Il est confirmé par Giuliano Amato, lorsqu'il succède à D'Alema en 2000.

### À la Chambre des députés, puis au Parlement européen
Lors des élections législatives du 13 mai 2001, il est élu à la Chambre des députés, dans la circonscription de Fidenza par 49,5 % des voix. Il devient ensuite membre de la commission des Activités productives. Trois ans plus tard, il se présente aux élections européennes du 13 juin 2004, sur la liste de centre gauche « Unis dans l'Olivier », et est élu député au Parlement européen. Il intègre alors la commission des Affaires économiques et monétaire et la commission du Marché intérieur.
Parallèlement, il fait partie de la présidence du comité politique, et du comité national, des Démocrates de gauche (DS).

### De nouveau ministre, de 2006 à 2008
À la suite de la courte victoire de la coalition politique de centre gauche dirigée par Romano Prodi aux élections législatives des 9 et 10 avril 2006, il revient au gouvernement le 17 mai suivant, en tant que ministre du Développement économique. Il refuse l'année suivante d'être candidat aux élections primaires du nouveau Parti démocrate, affirmant qu'une candidature contre Walter Veltroni n'aurait aucun sens. D'après les câbles révélés par le site WikiLeaks, il a signé, le 13 novembre 2007, un accord bilatéral de partenariat avec les États-Unis dans le domaine de la recherche et du développement de l'énergie nucléaire en Italie. Malgré cela, il a soutenu, ainsi que les démocrates, le rejet du retour au nucléaire dans le cadre des référendums abrogatifs de 2011.

### Secrétaire du PD

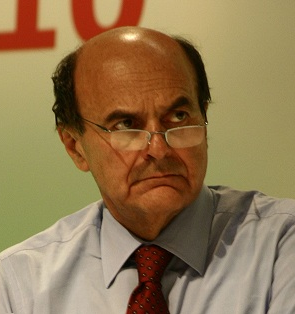
Pier Luigi Bersani en 2010.

En 2009, il annonce sa candidature au secrétariat du Parti démocrate, en conséquence de la démission de Veltroni. Obtenant le soutien de plusieurs anciens collègues ministres, comme Massimo D'Alema, Rosy Bindi, Livia Turco ou Enrico Letta, il affirme la nécessité d'unifier les valeurs de la démocratie chrétienne avec celles de la social-démocratie et du socialisme démocratique, et s'engage à ce que tous les citoyens puissent également voter pour la désignation des candidats démocrates aux élections législatives, en plus de l'élection du secrétaire du PD. Le jour des primaires, le 25 octobre 2009, il remporte 52,23 % des suffrages exprimés, soit vingt points d'avance sur le vice-secrétaire sortant, Dario Franceschini.
À la suite de son élection, il rencontre les autres dirigeants de l'opposition, comme Antonio Di Pietro, de l'Italie des valeurs (IDV), ou Pier Ferdinando Casini, de l'Union des démocrates chrétiens et du centre (UDC), afin de rechercher une ligne commune dans la conduite de l'opposition au gouvernement Silvio Berlusconi IV et d'explorer les possibilités de coalition politique en vue des élections régionales de 2010. Il refuse cependant toute idée d'alliance pour un gouvernement national avec la Fédération de la gauche (FDS), acceptant la possibilité de conclure un accord technique.
Lors de la première réunion de la nouvelle Assemblée nationale du PD, le 7 novembre, il est officiellement investi secrétaire du parti.

### Élections de 2013

#### Victoire aux primaires de 2012
Pour les élections générales des 24 et 25 février 2013, il forme une coalition de centre gauche, Italie. Bien commun (Italia. Bene Comune), avec Gauche, écologie et liberté (SEL) et le Parti socialiste italien (PSI), ensuite rejoints par le Centre démocrate (CD), fondé fin 2012.
Candidat aux primaires de la coalition, il arrive en tête du premier tour, le 25 novembre 2012, avec 44,9 % des voix, soit 1 395 096 voix, devant le maire de Florence, Matteo Renzi, également issu du PD et qui remporte 1 104 958 voix, soit 35,5 % des suffrages. Lors du second tour, le 2 décembre, il s'impose avec 1 706 457 voix, ce qui correspond à 60,9 % des suffrages.

#### Des résultats serrés
Lors de la présentation des candidats de la coalition aux élections, il annonce que Pietro Grasso, procureur national anti-mafia, sera tête de liste pour le Sénat de la République dans le Latium.
Au cours de sa campagne, le secrétaire du PD promit la continuité de la politique d'efforts mise en place par le président du Conseil sortant, Mario Monti, tout en assurant les électeurs de sa volonté de réformer les institutions politiques et le marché du travail, de sorte à faciliter la compétitivité et vaincre durablement le chômage.
Les 24 et 25 février 2013, la coalition Italie. Bien commun remporte la majorité absolue des sièges à la Chambre des députés, avec 345 élus, soit 29,5 % des suffrages exprimés. En revanche, avec 123 élus au Sénat de la République, elle ne dispose que d'une simple majorité relative à la Chambre haute, ce qui ne semble faciliter l'investiture d'un gouvernement stable, ce scrutin ayant été marqué par la percée du vote contestataire, symbolisé par le Mouvement 5 étoiles du comique Beppe Grillo.

#### Formation d'un gouvernement
De sorte à faciliter un consensus au sein du Parlement, il propose, pour la présidence de la Chambre, le nom de Laura Boldrini, et, pour la présidence du Sénat, celui de Pietro Grasso ; le 16 mars, au lendemain de l'inauguration de la XVIIe législature, ces deux personnalités sont élues aux présidences des chambres parlementaires. Le 22 mars 2013, le président de la République, Giorgio Napolitano le charge de former un gouvernement, après avoir vérifié la cohérence d'une majorité parlementaire,. Le 28 mars, il annonce avoir échoué à former un gouvernement, faute d'avoir pu constituer une majorité stable pour le soutenir,.

#### Élection présidentielle et démission
Le 17 avril, il annonce proposer la candidature de Franco Marini, ancien président du Sénat, à l'élection présidentielle qui débute le lendemain. Bien que cette candidature ait reçu le soutien du Peuple de la liberté (PDL), du Choix citoyen (SC) et de la Ligue du Nord (Lega), elle est vivement contestée dans les rangs du parti, notamment par Matteo Renzi. Marini ayant échoué à se faire élire, Bersani passe une consigne de vote blanc pour le second vote.
Peu avant le troisième tour, où le vote blanc reste la règle, il désigne Romano Prodi, qui fait l'unanimité des grands électeurs. Toutefois, avec seulement 395 voix sur 723, là où 504 étaient nécessaires, l'ancien président de la Commission européenne rate largement la majorité absolue et montre la division du PD. En conséquence de ces échecs, Bersani présente sa démission, quelques heures après la présidente du parti, Rosy Bindi.

### Opposition à Renzi et scission
Le 4 mai 2015, il fait partie de ceux qui votent contre la nouvelle loi électorale approuvée par la Chambre. Il mène ensuite la minorité du  Parti démocrate qui s'oppose à certaines décisions de Renzi. Il fait part de sa position relative au référendum constitutionnel et soutient la campagne pour le NON, marquant ainsi sa rupture avec le secrétaire du PD, Matteo Renzi. Le 15 février 2017, la minorité quitte le Parti démocrate et fonde Article 1er - Mouvement démocrate et progressiste (MDP), qui rassemble 37 députés et 14 sénateurs, et soutient le gouvernement Gentiloni.
Dans la perspective des élections générales du 4 mars 2018, le MDP est partie prenante de la coalition Libres et Égaux (LeU), emmenée par le président du Sénat Pietro Grasso.

### Vie privée
Son père, Giuseppe, était mécanicien et pompiste. Il est marié depuis 1980 avec Daniela Ferrari, une pharmacienne avec qui il a eu deux filles, Elisa et Margherita.